# Diplotropis rodriguesii
Diplotropis rodriguesii là một loài thực vật có hoa trong họ Đậu. Loài này được Lima miêu tả khoa học đầu tiên.